# Stygian
HMS Stygian (Kennung: P249) war ein U-Boot der britischen Royal Navy im Zweiten Weltkrieg.

## Geschichte
Die Stygian (engl.: stygisch, finster, dämonisch) war ein Boot des vierten Bauloses der britischen S-Klasse. Dieses Baulos wird auch als Subtle-Klasse bezeichnet. Das U-Boot wurde am 6. Januar 1943 bei Cammell, Laird & Company im nordwestenglischen Birkenhead aufgelegt, lief am 30. November 1943 vom Stapel und wurde von der Royal Navy am 29. Februar 1944 in Dienst gestellt. Obwohl das U-Boot zum vierten Baulos zählte, trug es, wie bei den Booten des dritten Bauloses üblich, ein zusätzliches externes Hecktorpedorohr.
Die Royal Navy setzte das U-Boot unter dem Kommando von Lt. G. S. C. Clarabut im Pazifikkrieg ein.
Am 6. September 1944 versenkte die Stygian vor der Küste Birmas ein japanisches Segelschiff mit dem Deckgeschütz. Am 17. und 19. Oktober 1944 versenkte sie vor Penang insgesamt vier kleinere japanische Einheiten. Das britische U-Boot versenkte am 28. November 1944 vor Sabang (Niederländisch-Indien) ein japanisches Schiff mit der Bordkanone. Am 7. Dezember 1944 versenkte es in der Straße von Malakka eine japanische Einheit.
Ebenfalls in der Malakkastraße wurden am 16. Januar 1945 drei japanische Segelschiffe versenkt. Am Folgetag versenkte die Stygian vor der Küste des malaiischen Sultanats Perak bei 5° 42′ N, 98° 57′ O die japanische Nichinian Maru und ein Segelschiff mit dem Deckgeschütz. Am 22. Januar 1945 folgen drei weitere Segelschiffe in der Malakkastraße.
Die Stygian versenkte am 24. März 1945 nördlich von Bali ein japanisches Küstenmotorschiff mit Bordartillerie. Am 2. April 1945 wurde in der südlichen Javasee vor Kangean bei 7° 2′ S, 115° 32′ O ein japanisches Küstenmotorschiff mit dem Deckgeschütz vernichtet. Am 10. und 12. April 1945 wurden insgesamt drei weitere Küstenmotorschiffe versenkt.
Außerdem werden der Stygian die Versenkung des japanischen Hilfsminensuchers Wa 104 (175 ts, ehemals niederländisch Djember) und die Beschädigung des japanischen Hilf-U-Jägers Cha 104 nördlich von Bali bei 8° 5′ S, 115° 6′ O zugerechnet.
Die Stygian wurde am 28. Oktober 1948 zur Verschrottung verkauft und anschließend in Faslane-on-Clyde abgewrackt.